# Кінець Любавіних
«Кінець Любавіних» (рос. «Конец Любавиных») — радянський художній фільм 1971 року за романом  Василя Шукшина «Любавіни».

## Сюжет
Взимку 1922 року в глухе сибірське село приїжджають дядько і племінник Родіонови, відряджені з повітового центру для організації школи. Насправді це уповноважені ГПУ, і їх основне завдання — з'ясувати місцезнаходження численної і дуже небезпечної банди, яка наводить страх на місцевих жителів. Відразу після прибуття Родіонови вступають в конфронтацію з сім'єю місцевого кулака Омеляна Любавіна. За багатьма ознаками, Любавін і його сини пов'язані з бандою. Любавіни, в свою чергу, ні хвилини не сумніваються, що приїжджі надіслані займатися не тільки школою. Старший Родіонов, Василь Платонович — прихильник обережних і поступових дій, він прагне спочатку через будівництво школи згуртувати місцевих жителів, заручитися їх довірою і підтримкою. Молодший, Кузьма Родіонов, рветься діяти рішуче і без зволікання.

## У ролях
- Альберт Акчурін —  Кузьма
- Маріанна Вертинська —  Марія
- Валерій Хлевинський —  Єгор
- Галина Яцкіна —  Клавдія
- Вацлав Дворжецький —  Василь Платонович
- Георгій Жжонов — Омелян Любавін
- Армен Джигарханян —  Закревський
- Юрій Гусєв —  Макар
- Роман Філіппов —  Федько
- Олексій Ванін —  Яшка
- Едуард Ізотов —  Гринька
- Микола Парфьонов —  Єлизар
- Ніна Сазонова —  Агафія
- Леонід Іудов —  Сергій Федорович
- Любов Соколова —  Михайлівна
- Валентина Ананьїна — епізод

## Знімальна група
- Автори сценарію:  Леонід Головня, Леонід Нехорошев
- Режисер:  Леонід Головня
- Оператор: Борис Брожовський
- Художники: Іван Пластінкін,  Борис Царьов
- Композитор:  Микола Каретников